# De dans van Binche
De dans van Binche. Uitgegeven ter gelegenheid van den LXXsten verjaardag van den schrijver is een verhaal van Arthur van Schendel (1874-1946) dat afzonderlijk verscheen in 1944.

## Geschiedenis

### Ontstaan
De dans van Binche werd voor het eerst gepubliceerd in De Gids in 1931, en daarna opgenomen in de bundel De zomerreis. Het beschrijft het bekende carnaval van Binche.
In 1944 vierde Van Schendel zijn zeventigste verjaardag, maar hij deed dat in Italië waar hij sinds enige jaren verbleef en waardoor hij vanwege de bezetting van Noord-Italië niet naar Nederland kon terugkeren. Sommige vrienden wilden die verjaardag toch niet ongemerkt voorbij laten gaan: in Nederland verscheen voor die gelegenheid Sparsa, in Brussel namen Belgische vrienden en bewonderaars het initiatief tot dit uitgaafje. Die vrienden waren: Raymond Herreman, Jan van Nijlen, Maurice Roelants, Herman Teirlinck, F.V. Toussaint van Boelaere, August Vermeylen en Georges Vriamont. Zij vroegen aan de auteur geen toestemming voor de uitgave, en meldden: "De uitgave geschiedde dan ook bij overtreding van de wet op de auteursrechten, doch zij was het eenige middel om blijk te geven, op dien heugelijken dag, van aller bewondering en vriendschap voor den grootsten Nederlandschen schrijver van dezen tijd". Als compensatie zouden de auteur de eerste drie nummers ter hand gesteld worden; zulks geschiedde door de verzending in juli 1944 door Toussaint van Boelaere naar diens gelijknamige zoon.

### Uitgave
De uitgave werd gezet op de Hoogere School van Bouw- en Sierkunsten te Brussel, uit de letter Erasmus, op Hollandsch papier van 'Van Gelder Zonen'. De oplage bedroeg slechts dertig, met de hand genummerde exemplaren die alle niet in de handel kwamen, en waarvan de eerste drie exemplaren dus bestemd waren voor de auteur.